# Laguarta
Laguarta (arag. A Guarta) – miejscowość w Hiszpanii, w Aragonii, w prowincji Huesca, w comarce Alto Gállego, w gminie Sabiñánigo.
Według danych INE z 1999 roku miejscowość zamieszkiwały 2 osoby. Wysokość bezwzględna miejscowości jest równa 1 184 metry.